# Протеїнотерапія
Протеїнотерапія (від протеїни і грецького слова лікування) — метод лікування захворювань білковими речовинами, що вводяться в організм людини парентерально (минаючи шлунково-кишковий тракт). Показання для протеїнотерапії — хронічні інфекції й інфекційно-алергічні захворювання, виразкова хвороба, трофічні виразки. Відомі спроби застосування протеїнотерапії при пухлинах і лейкозах. Для протеїнотерапії застосовують кров, розчин казеїну або стерилізоване молоко та інші білкові речовини.
Для хворих на epidermolysis bullosa dystrophica результати є багатообіцяючими.